# Grézillac
Grézillac est une commune du Sud-Ouest de la France, située dans le département de la Gironde, en région Nouvelle-Aquitaine.

## Géographie

### Localisation
Commune située dans l'Entre-deux-mers sur la route départementale 936 entre Castillon-la-Bataille et Bordeaux.
Elle forme avec Lugaignac et Branne l'unité urbaine de Branne.
Rattaché à la commune, le village du Pey-du-Prat.

### Communes limitrophes
Les communes limitrophes sont Moulon au nord-nord-ouest, Saint-Sulpice-de-Faleyrens à l'extrême nord-nord-est, sur la rive droite de la Dordogne, Branne au nord-est, Lugaignac à l'est, Guillac au sud-est, Daignac dans un grand sud-sud-ouest et Tizac-de-Curton à l'ouest.
|                 | Moulon    | Saint-Sulpice-de-Faleyrens Branne |
| Tizac-de-Curton | Grézillac | Lugaignac                         |
| Daignac         |           | Guillac                           |

### Climat
Pour des articles plus généraux, voir Climat de la Nouvelle-Aquitaine et Climat de la Gironde.
Historiquement, la commune est exposée à un climat océanique aquitain.  
En 2020, Météo-France publie une typologie des climats de la France métropolitaine dans laquelle la commune est exposée à un climat océanique et est dans la région climatique  Aquitaine, Gascogne, caractérisée par une pluviométrie abondante au printemps, modérée en automne, un faible ensoleillement au printemps, un été chaud (19,5 °C), des vents faibles, des brouillards fréquents en automne et en hiver et des orages fréquents en été (15 à 20 jours).
Pour la période 1971-2000, la température annuelle moyenne est de 12,6 °C, avec une amplitude thermique annuelle de 14,6 °C. Le cumul annuel moyen de précipitations est de 844 mm, avec 11,9 jours de précipitations en janvier et 6,6 jours en juillet. Pour la période 1991-2020, la température moyenne annuelle observée sur la station météorologique la plus proche, située sur la commune de Saint-Émilion à 10 km à vol d'oiseau, est de 13,9 °C et le cumul annuel moyen de précipitations est de 798,1 mm,. Pour l'avenir, les paramètres climatiques de la commune estimés pour 2050 selon différents scénarios d’émission de gaz à effet de serre sont consultables sur un site dédié publié par Météo-France en novembre 2022.

### Milieux naturels et biodiversité

#### Natura 2000
La Dordogne est un site du réseau Natura 2000 limité aux départements de la Dordogne et de la Gironde, et qui concerne les 104 communes riveraines de la Dordogne, dont Grézillac,. Seize espèces animales et une espèce végétale inscrites à l'annexe II de la directive 92/43/CEE de l'Union européenne y ont été répertoriées.

#### ZNIEFF
Grézillac fait partie des 102 communes concernées par la zone naturelle d'intérêt écologique, faunistique et floristique (ZNIEFF) de type II « La Dordogne »,, dans laquelle ont été répertoriées huit espèces animales déterminantes et cinquante-sept espèces végétales déterminantes, ainsi que quarante-trois autres espèces animales et trente-neuf autres espèces végétales.

## Urbanisme

### Typologie
Au 1er janvier 2024, Grézillac est catégorisée commune rurale à habitat dispersé, selon la nouvelle grille communale de densité à sept niveaux définie par l'Insee en 2022.
Elle appartient à l'unité urbaine de Branne, une agglomération intra-départementale regroupant trois  communes, dont elle est une commune de la banlieue,,. Par ailleurs la commune fait partie de l'aire d'attraction de Bordeaux, dont elle est une commune de la couronne,. Cette aire, qui regroupe 275 communes, est catégorisée dans les aires de 700 000 habitants ou plus (hors Paris),.

### Occupation des sols

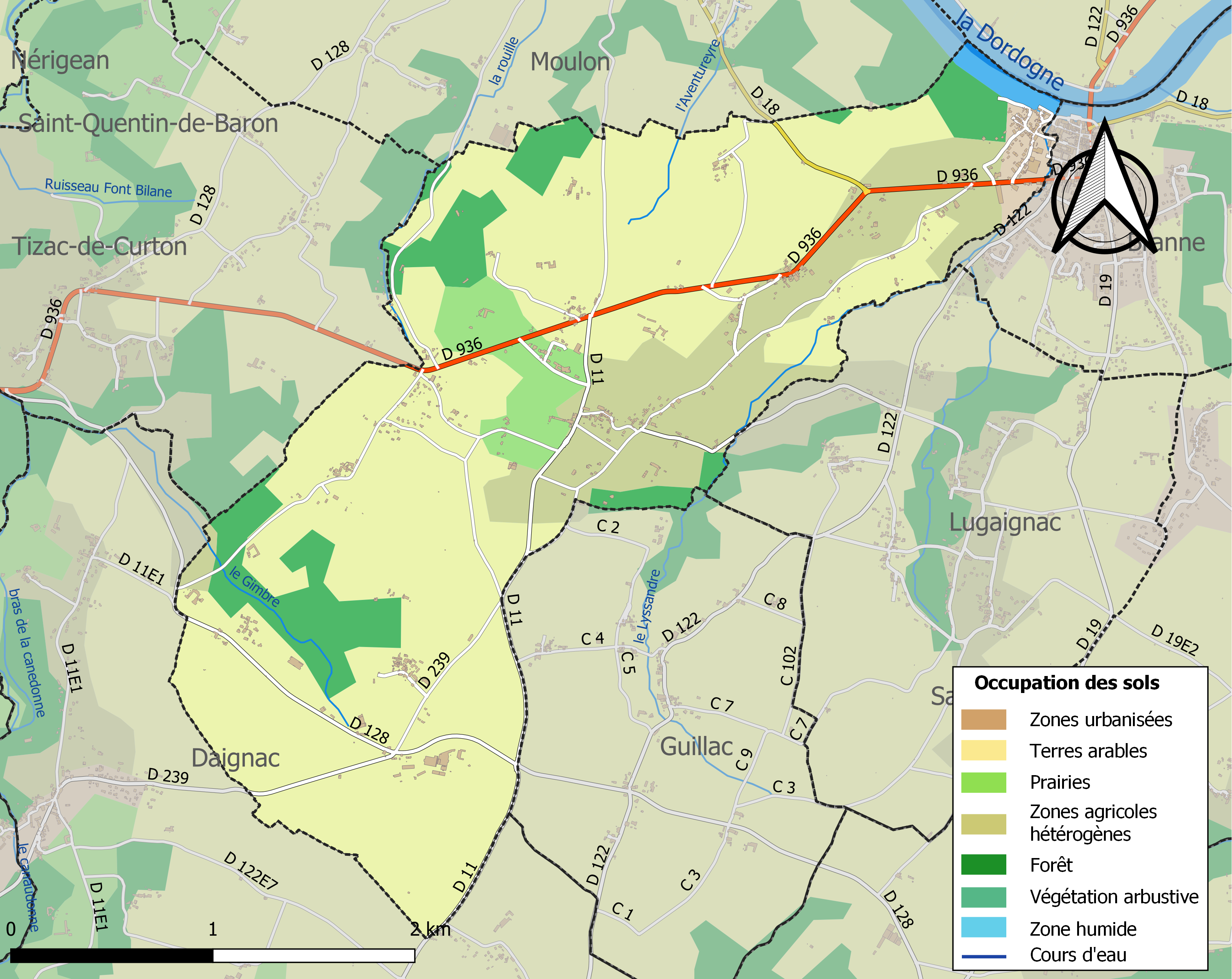
Carte des infrastructures et de l'occupation des sols de la commune en 2018 (CLC).

L'occupation des sols de la commune, telle qu'elle ressort de la base de données européenne d’occupation biophysique des sols Corine Land Cover (CLC), est marquée par l'importance des territoires agricoles (87,4 % en 2018), une proportion sensiblement équivalente à celle de 1990 (87,7 %). La répartition détaillée en 2018 est la suivante : 
cultures permanentes (66 %), zones agricoles hétérogènes (16,9 %), forêts (10,4 %), prairies (4,5 %), zones urbanisées (1,4 %), eaux continentales (0,8 %). L'évolution de l’occupation des sols de la commune et de ses infrastructures peut être observée sur les différentes représentations cartographiques du territoire : la carte de Cassini (XVIIIe siècle), la carte d'état-major (1820-1866) et les cartes ou photos aériennes de l'IGN pour la période actuelle (1950 à aujourd'hui).

### Risques majeurs
Le territoire de la commune de Grézillac est vulnérable à différents aléas naturels : météorologiques (tempête, orage, neige, grand froid, canicule ou sécheresse), inondations, mouvements de terrains et séisme (sismicité faible). Il est également exposé à un risque technologique, la rupture d'un barrage. Un site publié par le BRGM permet d'évaluer simplement et rapidement les risques d'un bien localisé soit par son adresse soit par le numéro de sa parcelle.

#### Risques naturels
Certaines parties du territoire communal sont susceptibles d’être affectées par le risque d’inondation par débordement de cours d'eau, notamment la Dordogne. La commune a été reconnue en état de catastrophe naturelle au titre des dommages causés par les inondations et coulées de boue survenues en 1982, 1983, 1991, 1999, 2009, 2011 et 2013,.
Les mouvements de terrains susceptibles de se produire sur la commune sont des affaissements et effondrements liés aux cavités souterraines (hors mines). Par ailleurs, afin de mieux appréhender le risque d’affaissement de terrain, l'inventaire national des cavités souterraines permet de localiser celles situées sur la commune.

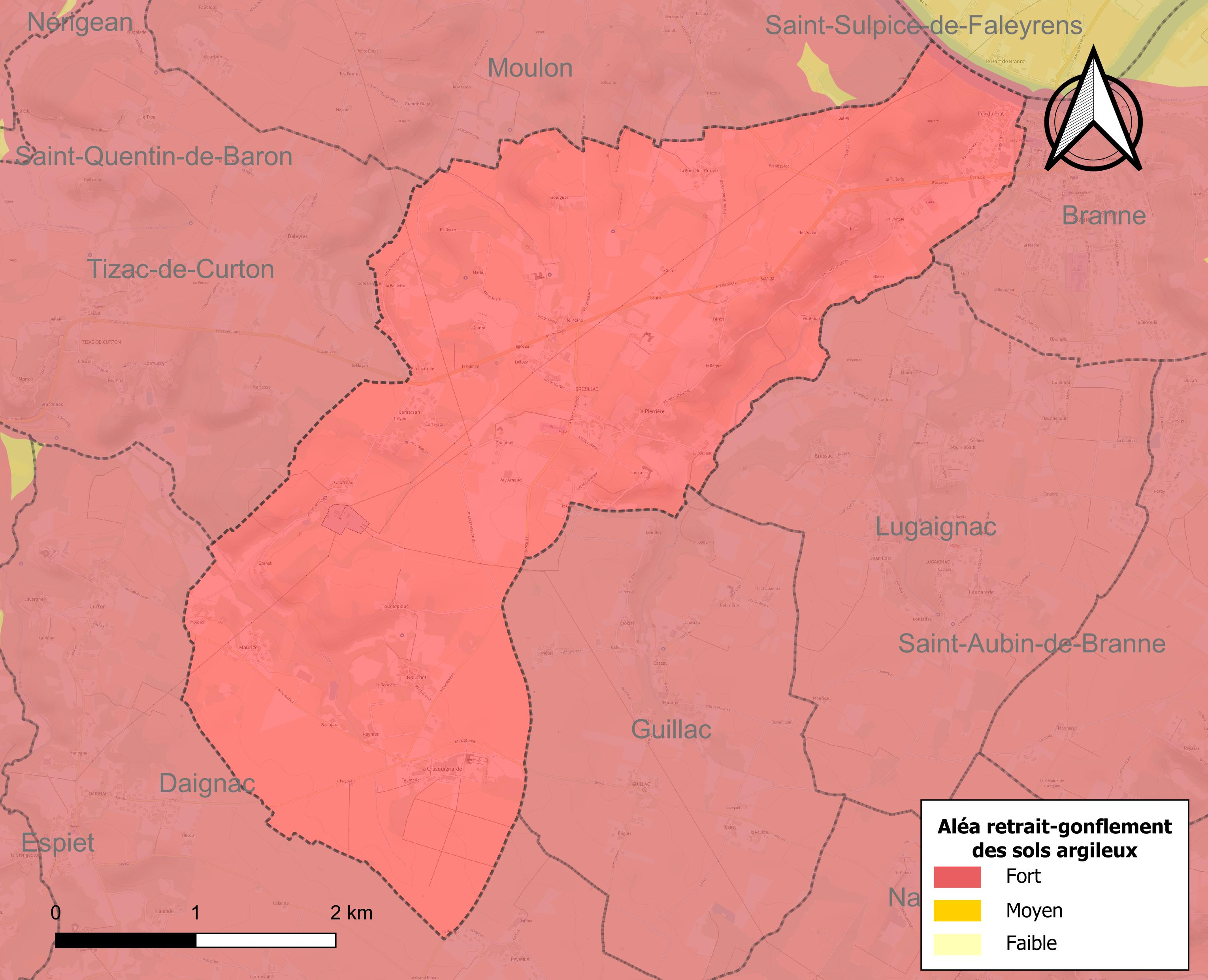
Carte des zones d'aléa retrait-gonflement des sols argileux de Grézillac.

Le retrait-gonflement des sols argileux est susceptible d'engendrer des dommages importants aux bâtiments en cas d’alternance de périodes de sécheresse et de pluie. La totalité de la commune est en aléa moyen ou fort (67,4 % au niveau départemental et 48,5 % au niveau national). Sur les 337 bâtiments dénombrés sur la commune en 2019,  337 sont en aléa moyen ou fort, soit 100 %, à comparer aux 84 % au niveau départemental et 54 % au niveau national. Une cartographie de l'exposition du territoire national au retrait gonflement des sols argileux est disponible sur le site du BRGM,.
Par ailleurs, afin de mieux appréhender le risque d’affaissement de terrain, l'inventaire national des cavités souterraines permet de localiser celles situées sur la commune.
Concernant les mouvements de terrains, la commune a été reconnue en état de catastrophe naturelle au titre des dommages causés par des mouvements de terrain en 1999.

#### Risques technologiques
La commune est en outre située en aval du  barrage de Bort-les-Orgues, un ouvrage sur la Dordogne de classe A soumis à PPI, disposant d'une retenue de 477 millions de mètres cubes. À ce titre elle est susceptible d’être touchée par l’onde de submersion consécutive à la rupture de cet ouvrage.

## Toponymie
Le nom de la commune proviendrait du patronyme gallo-romain Gracilius.
Le nom gascon de la commune est Gresilhac.

## Histoire
À la Révolution, la paroisse Notre-Dame de Grézillac forme la commune de Grézillac.

## Politique et administration
| Période                                  | Période  | Identité       | Étiquette | Qualité  |
| ---------------------------------------- | -------- | -------------- | --------- | -------- |
| 1963                                     | 2008     | André Lurton   |           |          |
| mars 2008                                | 2014     | Claude Barreau |           |          |
| mars 2014                                | En cours | Claude Nompeix |           | Retraité |
| Les données manquantes sont à compléter. |          |                |           |          |

## Démographie
Les habitants sont appelés les Grézillacais.
| 1793 | 1800 | 1806 | 1821 | 1831 | 1836 | 1841 | 1846 | 1851 |
| ---- | ---- | ---- | ---- | ---- | ---- | ---- | ---- | ---- |
| 850  | 713  | 807  | 756  | 756  | 778  | 824  | 796  | 792  |

| 1856 | 1861 | 1866 | 1872 | 1876 | 1881 | 1886 | 1891 | 1896 |
| ---- | ---- | ---- | ---- | ---- | ---- | ---- | ---- | ---- |
| 784  | 868  | 886  | 875  | 772  | 772  | 770  | 778  | 796  |

| 1901 | 1906 | 1911 | 1921 | 1926 | 1931 | 1936 | 1946 | 1954 |
| ---- | ---- | ---- | ---- | ---- | ---- | ---- | ---- | ---- |
| 815  | 802  | 786  | 702  | 764  | 773  | 778  | 679  | 670  |

| 1962 | 1968 | 1975 | 1982 | 1990 | 1999 | 2006 | 2008 | 2013 |
| ---- | ---- | ---- | ---- | ---- | ---- | ---- | ---- | ---- |
| 730  | 786  | 661  | 683  | 613  | 610  | 668  | 685  | 697  |

| 2018 | 2022 | - | - | - | - | - | - | - |
| ---- | ---- | - | - | - | - | - | - | - |
| 696  | 688  | - | - | - | - | - | - | - |

## Lieux et monuments
- L'église Notre-Dame est inscrite au titre des monuments historiques depuis 1965[39]. Le clocher roman du XIIe siècle était autrefois fortifié. À l'intérieur, une coupole allongée sur pendentifs, est entourée d'un rang de billettes. Le porche sud, la nef à pans et le bas-côté nord ont des voûtes sur croisées d'ogives et datent du XVe siècle[40].
- Le reposoir est inscrit au titre des monuments historiques depuis 1925[41]. Il date du XVIIe siècle. On y voit quatre colonnes cannelées à mi-hauteur et surmontées de chapiteaux corinthiens supportant un baldaquin de pierre dont le bandeau est sculpté de volutes et de rosaces. Postérieurement, le reposoir a été surmonté d'une croix de fer forgé et d'une statue de la vierge datant du XIXe siècle[42].
- Un site gallo-romain a été découvert en 1976 sur la place de l'église[43].
- Plusieurs châteaux ont été construits sur la commune, tels que celui de Mouchac, celui de Reynier, le château Mylord et le château Bonnet.

## Galerie de photos

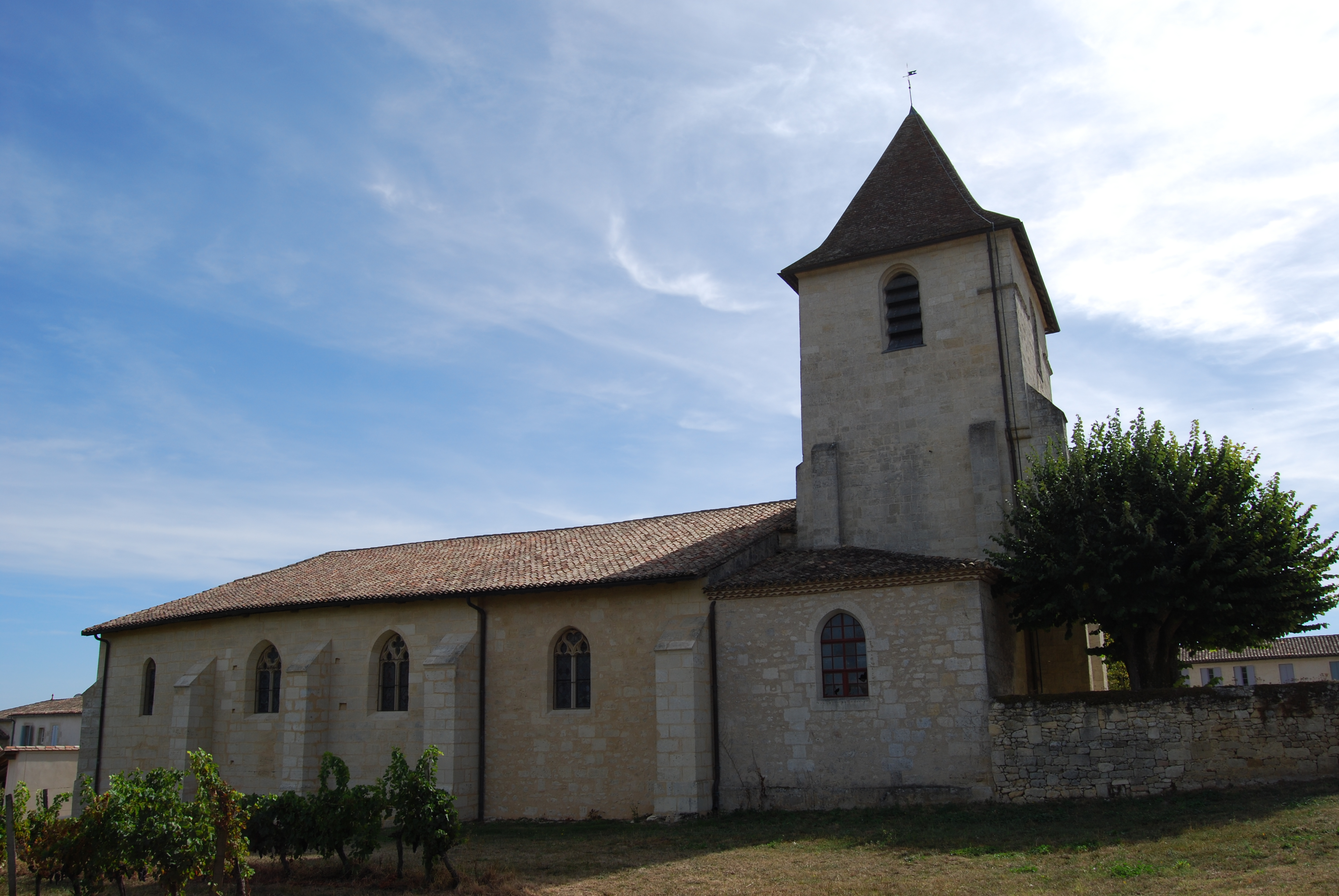
L'église Notre-Dame.
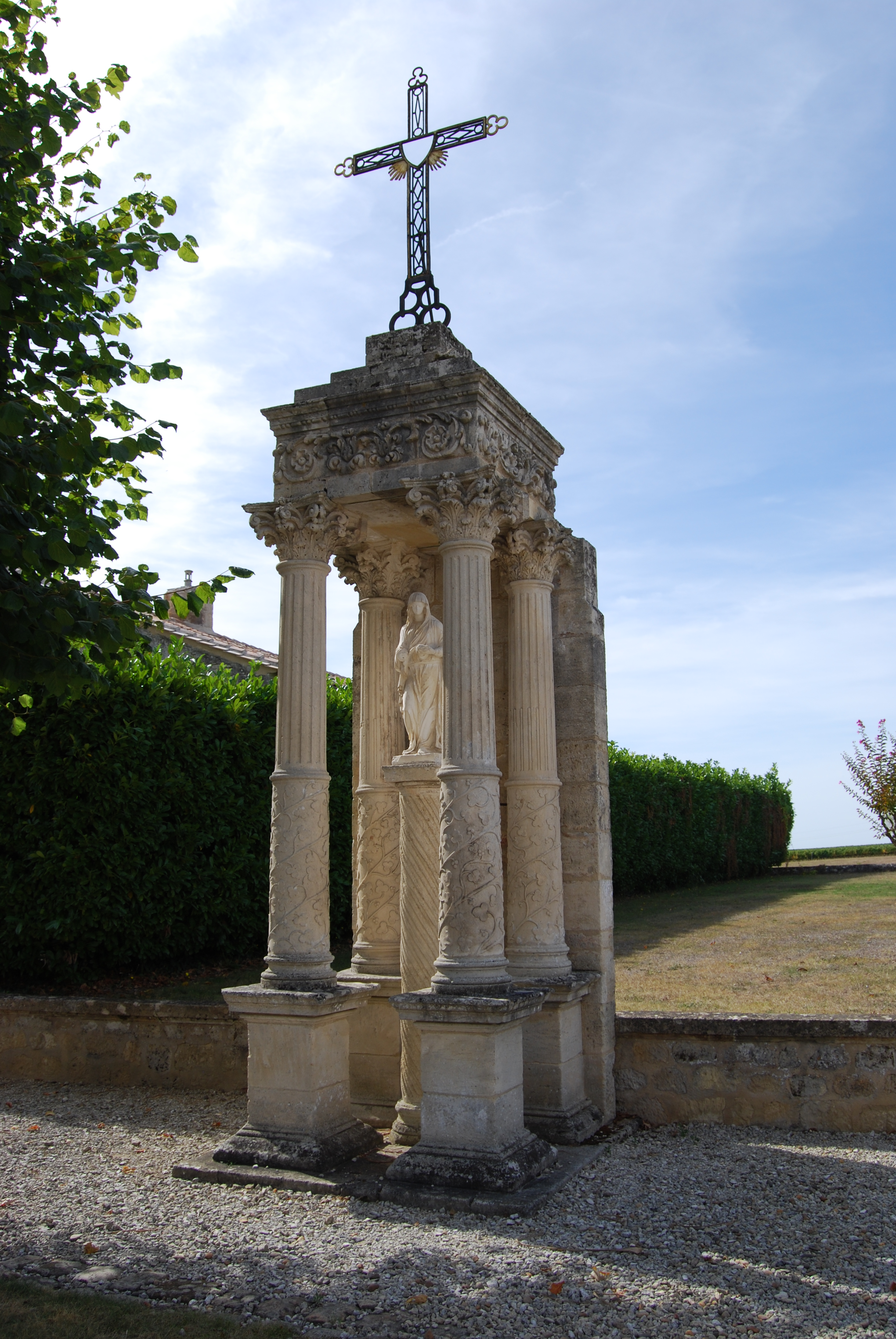
Le reposoir.

### Cinéma
Plusieurs films et séries ont été tournés dans la commune, dont, en particulier :
- en 1995, la série télévisée La Rivière Espérance de Josée Dayan.

## Personnalités liées à la commune
- Jean de Solminiac, capitaine de cavalerie, propriétaire du château de Mouchac à l'époque de la Révolution. Il fit patriotiquement don de son argenterie à la Nation, pesant ensemble onze marcs ou deux-mille-huit-cent-seize grammes (archives de Grézillac, procès-verbal du 8 décembre 1793).
- Grégory Vacher, ex co-animateur de « Bruno dans la radio » sur Fun Radio (de 6 h à 9 h) ; pour son mariage, le 17 avril 2015, l'équipe de la matinale a fait une émission spéciale en direct de la salle des fêtes de la ville.